# ان‌پی‌او بازالت
ان‌پی‌او بازالت (روسی: НПО «Базальт») شرکت صنایع جنگ‌افزاری روسی است، که در سال ۱۹۳۸ تأسیس شد.